# Remscheid
Remscheid er en by i Tyskland i delstaten Nordrhein-Westfalen, med omkring 110.600 indbyggere (2016). Den ligger i den nordlige del af Bergisches Land, syd for Ruhrområdet.

## Historie
Remscheid blev grundlagt i 1100-tallet, men var kun en lille landsby frem til 1800-talet. Navnet har harieret lidt gennem tiden : Remissgeid (1217), Rymscheyd (1351), Reymscheyd (1487) og Rembscheid (1639). Den økonomiske vækst i hele Rhin-Ruhr-området førte til befolkningsvækst i Remscheid. Maskinteknik og produktion af værktøj var hovederhvervene i byen.
31. juli 1943, under anden verdenskrig, blev Remscheid næsten helt ødelagt af et britisk bombetogt som skabte en ildstorm.
8. december 1988 styrtede et amerikansk A-10 Thunderbolt II fly ned i byen 1988 og seks mennesker omkom og 50 blev hårdt såret.
I dag består Remscheid af fire bydele, Alt-Remscheid, Remscheid-Süd, Lennep og Lüttringhausen.

## Personer fra byen
- Wilhelm Röntgen, der opdagede røntgenstråler, blev født i Lennep i 1845; Lennep er i dag en bydel i Remscheid.
- Fotografen Wolfgang Tillmans, der som den første fotograf og samtidig ikke-englænder modtog Turnerprisen i 2000.